# Ford Fairlane (Australia)
Ford Fairlane – samochód osobowy klasy luksusowej produkowany pod amerykańską marką Ford w latach 1967 – 2007.

## Pierwsza generacja

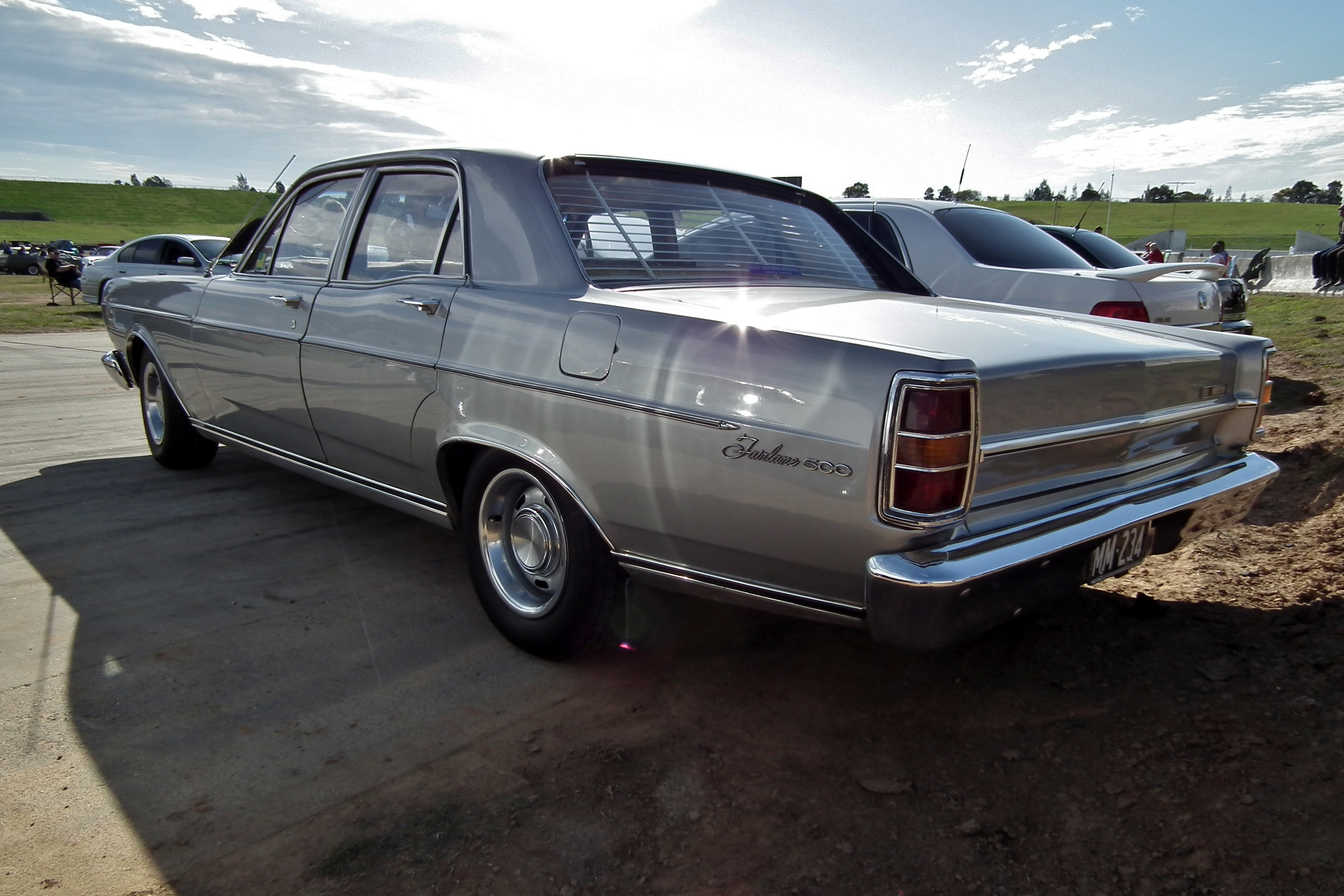
Ford Fairlane I - tył po liftingu

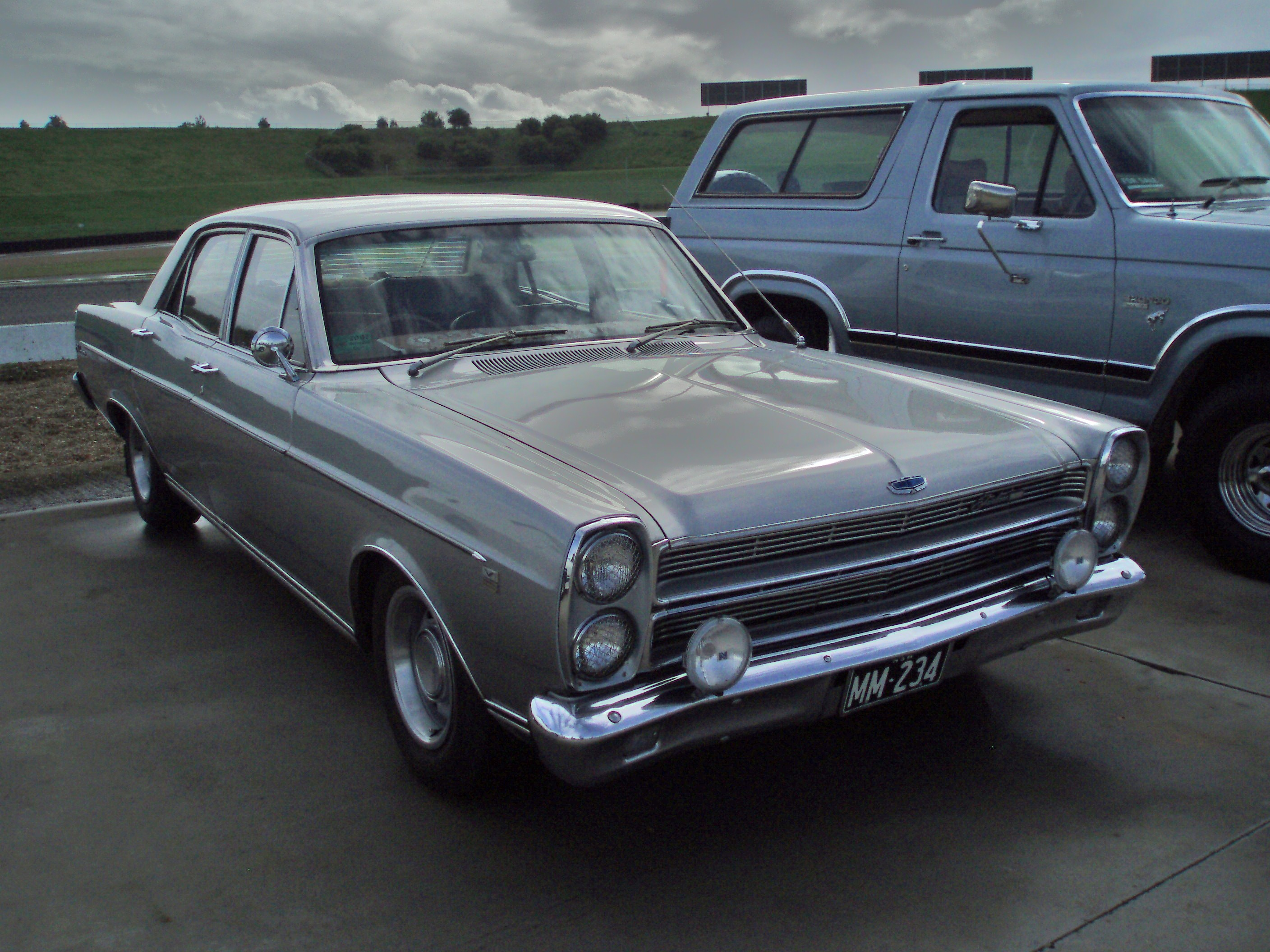
Ford Fairlane I po liftingu

Ford Fairlane I został zaprezentowany po raz pierwszy w 1967 roku.
W latach 1959–1964 australijski oddział Forda produkował model Fairlane na bazie konstrukcji wywodzącej się ze Stanów Zjednoczonych. Był to sztandarowy pojazd Forda w Australii aż do czasu wprowadzenia Forda Galaxie. W roku 1967 Ford Australia przygotował nową wersję Fairlane'a opracowaną na potrzeby lokalnego rynku, była to luksusowa odmiana Falcona z wydłużonym rozstawem osi, w gamie modeli producenta plasowała się między Falconem a Galaxie.

### Lifting
W 1969 roku Ford przeprowadził gruntowną modernizację Fairlane I, w ramach której samochód otrzymał zupełnie nowy wygląd pasa przedniego. Charakterystyczne poziome podwójne reflektory zastąpiły pionowe, również w układzie 4 kloszy. Zmodyfikowano też wygląd zderzaków i wersje wyposażenia.

### Silnik
- L6 3.3l
- V8 3.6l
- V8 4.8l
- V8 4.9l

## Druga generacja

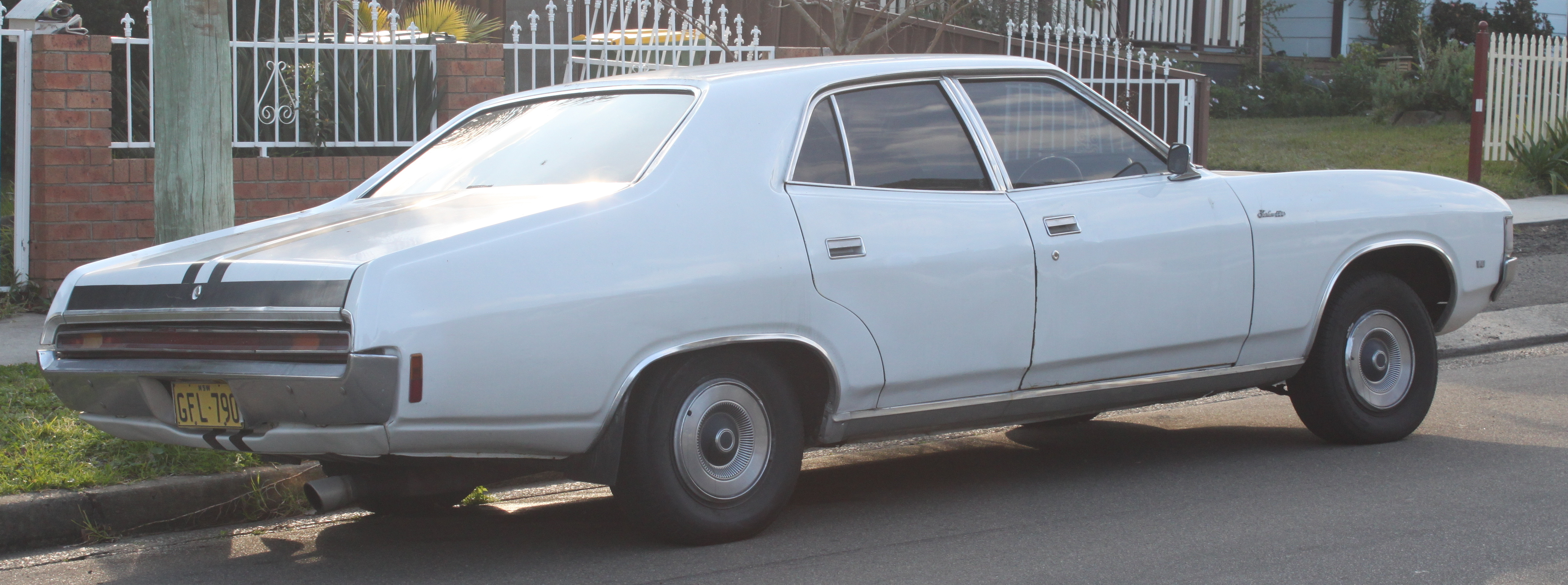
Ford Fairlane II - tył

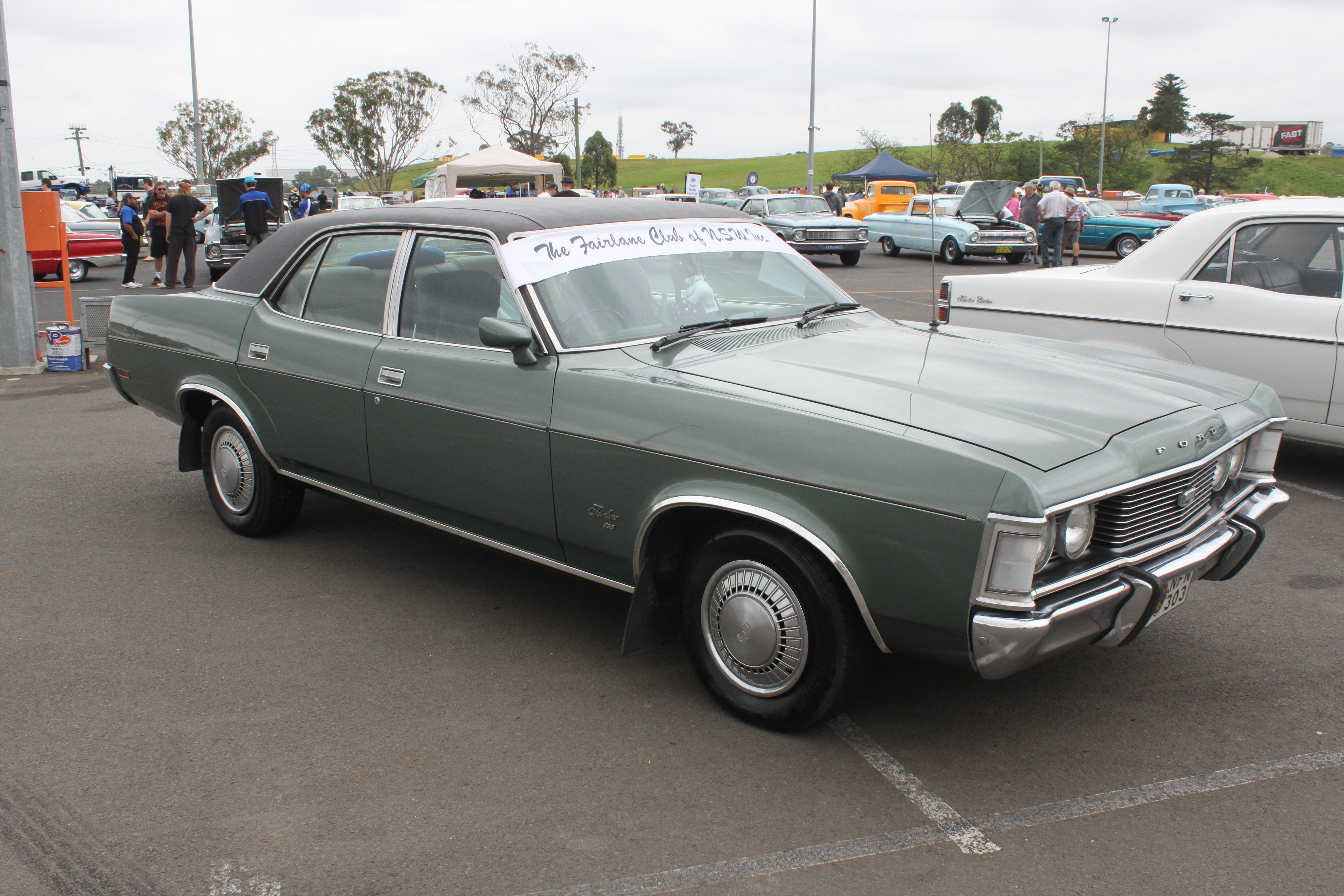
Ford Fairlane II po liftingu

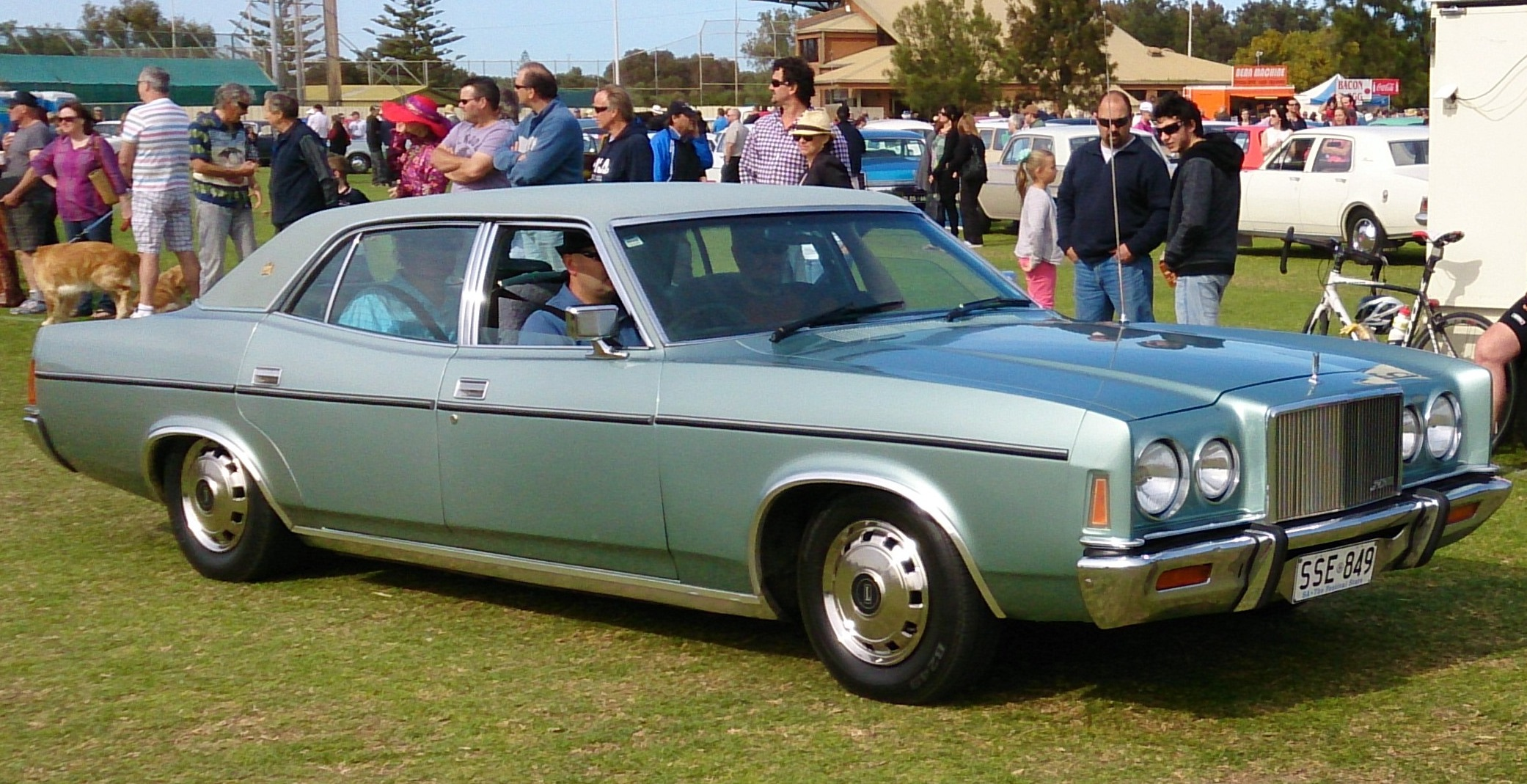
Ford LTD I po liftingu

Ford Fairlane II został zaprezentowany po raz pierwszy w 1972 roku.
Druga generacja Forda Fairlane przeszła gruntowną metamorfozę w stosunku do poprzednika, zyskując masywną sylwetkę z wyraźnie zaznaczonymi nadkolami i wciętym pasem przednim, który ponownie wzbogaciły podwójne klosze reflektorów. Tylną część nadwozia wyróżniał z kolei pojedynczy pas lamp biegnący przez całą szerokość nadwozia.

### Lifting
W 1976 roku Fairlane II przeszedł modernizację, w ramach której przemodelowano wygląd przedniej części nadwozia oraz tylnego pasa, gdzie pojawiło się najwięcej modyfikacji. Tablica rejestracyjna została przeniesiona ze zderzaka między lampy, które zostały podzielone na dwie części.

### LTD
W 1973 roku Ford Australia postanowił zapożyczyć nazwę LTD stosowaną dotąd przez amerykański oddział marki na rzecz luksusowej odmiany Fairlane II. Samochód początkowo odróżniał się zmodyfikowany pasem przednim, a po modernizacji w 1976 roku zyskał zupełnie inny wygląd tej części w celu nadania bardziej indywidualnego charakteru.

### Silnik
- V8 5.8l

## Trzecia generacja

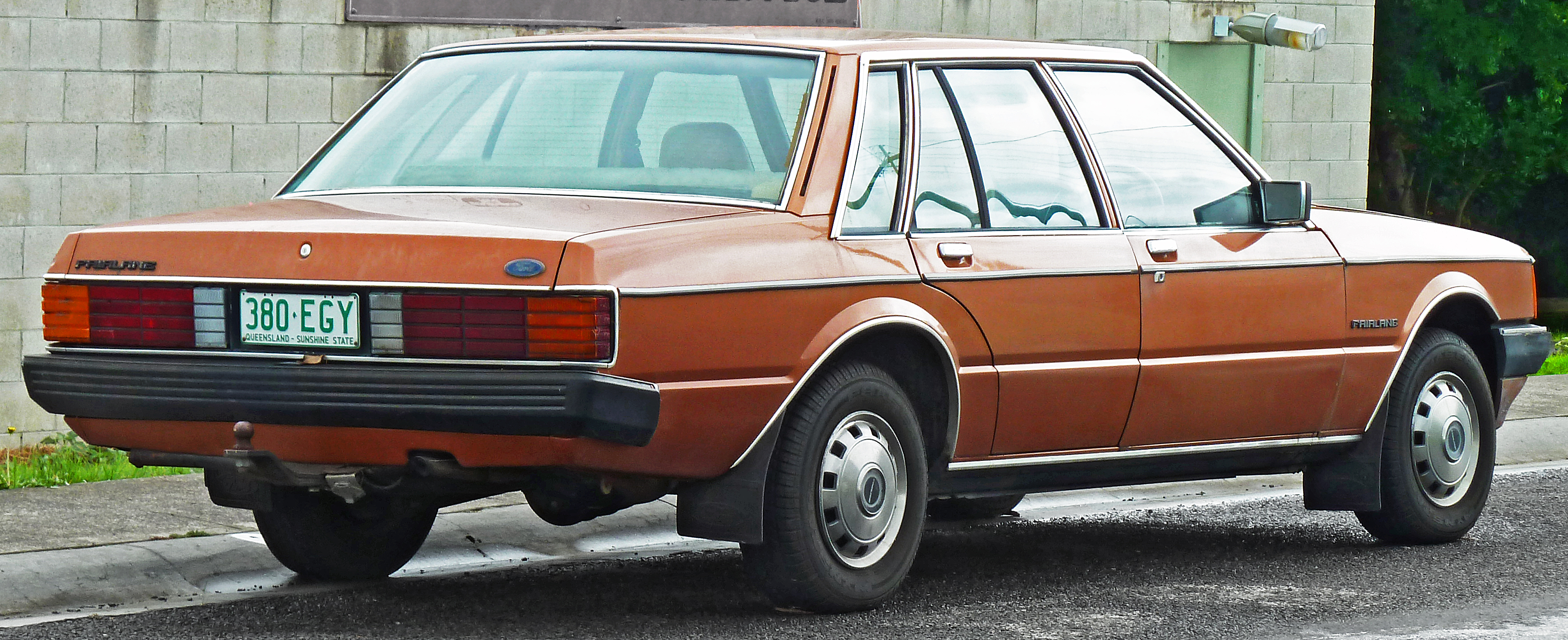
Ford Fairlane III - tył

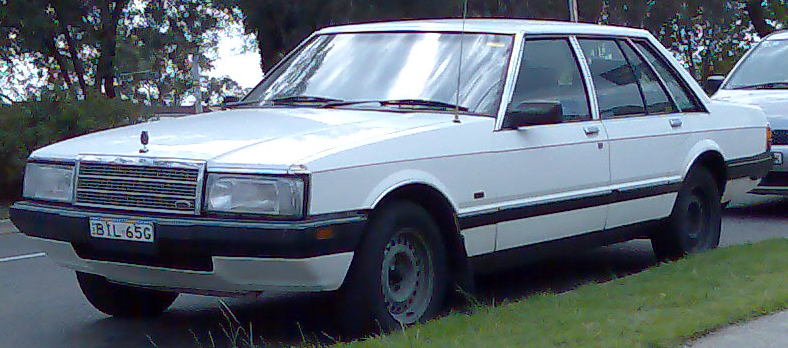
Ford Fairlane III po liftingu

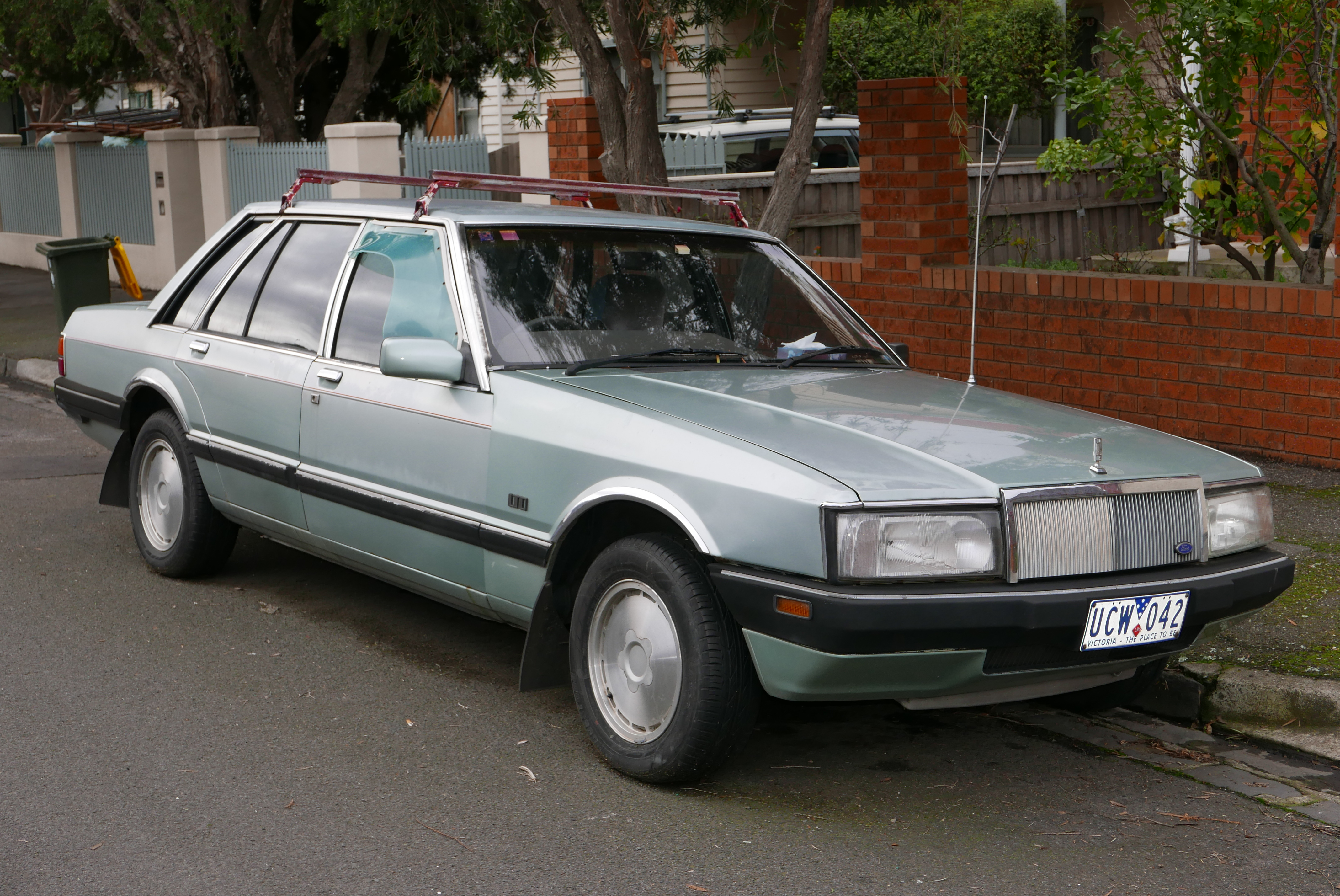
Ford LTD II po liftingu

Ford Fairlane III został zaprezentowany po raz pierwszy w 1979 roku.
Trzecia generacja Forda Fairlane przybrała kierunek zmian w stylistyce odzwierciedlający światowe trendy w wyglądzie. Sylwetka stała się rozleglejsza, kanciasta i masywna, przy jednocześnie dużej powierzchni szyb. Samochód zyskał więcej cech wyglądu mających na celu odróżnić od Fairlane od mniejszego Falcona.

### Lifting
W październiku 1984 roku Ford przeprowadził gruntowną modernizację Fairlane III. Samochód po raz pierwszy zyskał pojedyncze klosze reflektorów, które zyskały prostokątny kształt. Zmieniono też wygląd zderzaków, a także detale w tylnej części nadwozia.

### LTD
Drugie wcielenie australijskiego Forda LTD zyskał bardziej luksusowe wyposażenie przy jednocześnie kosmetycznych różnicach wizualnych w stosunku do Fairlane'a. Inne były zderzaki i wkłady reflektorów. Nadwozie zdobiło też więcej chromowanych ozdobników.

### Silniki
- V8 4.1l
- V8 4.8l
- V8 5.8l

## Czwarta generacja

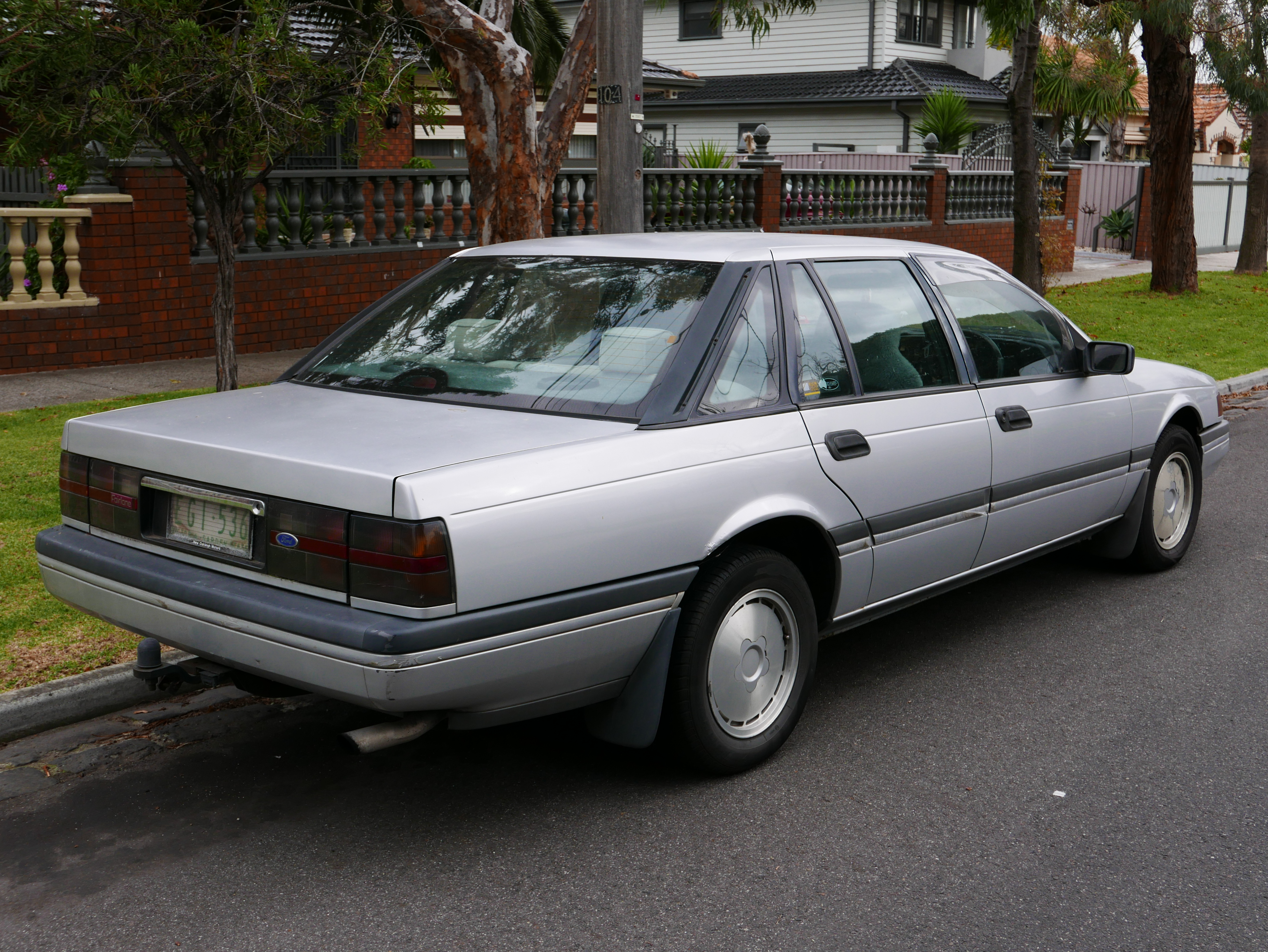
Ford Fairlane IV - tył

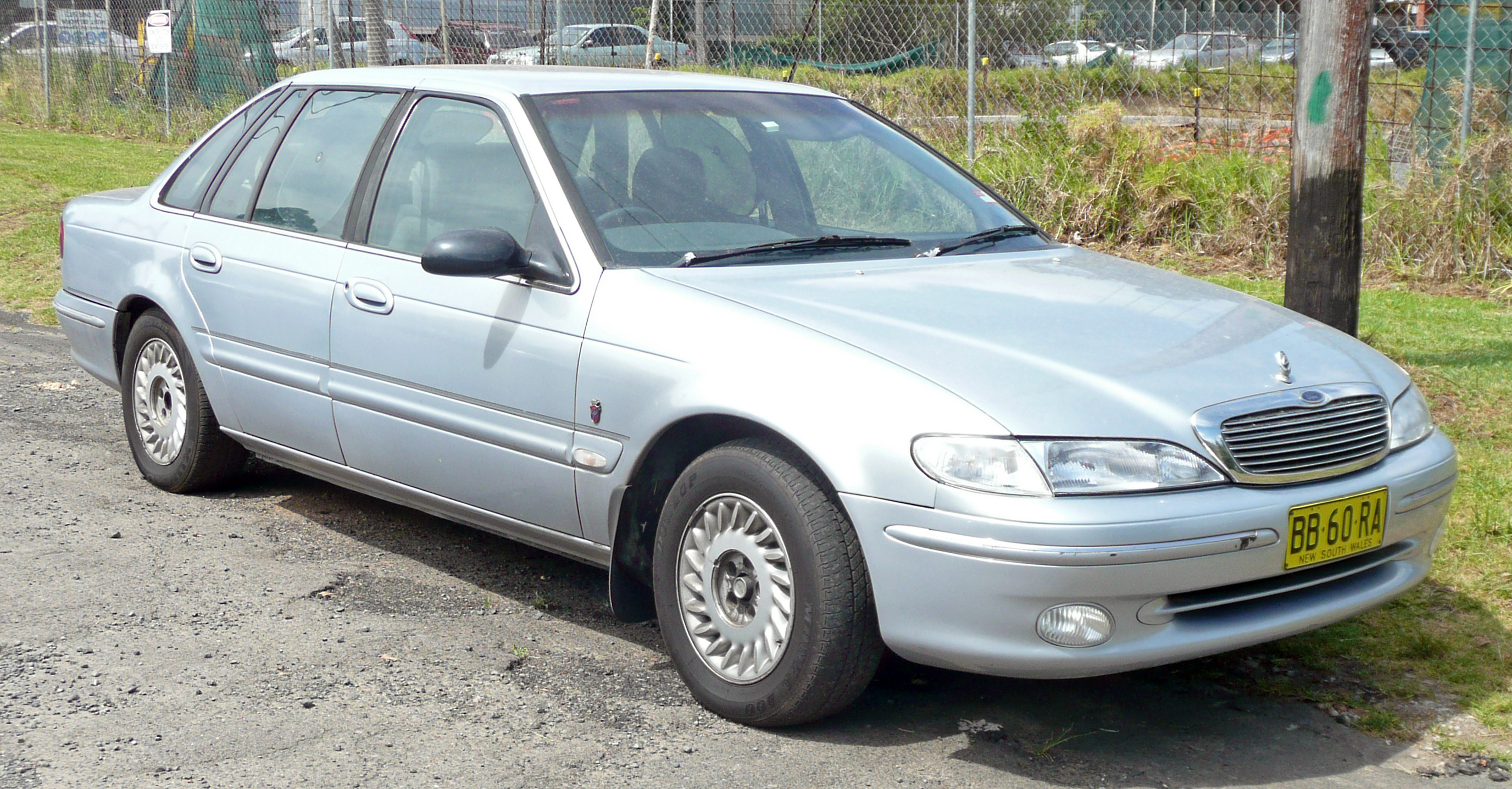
Ford Fairlane IV po drugim liftingu

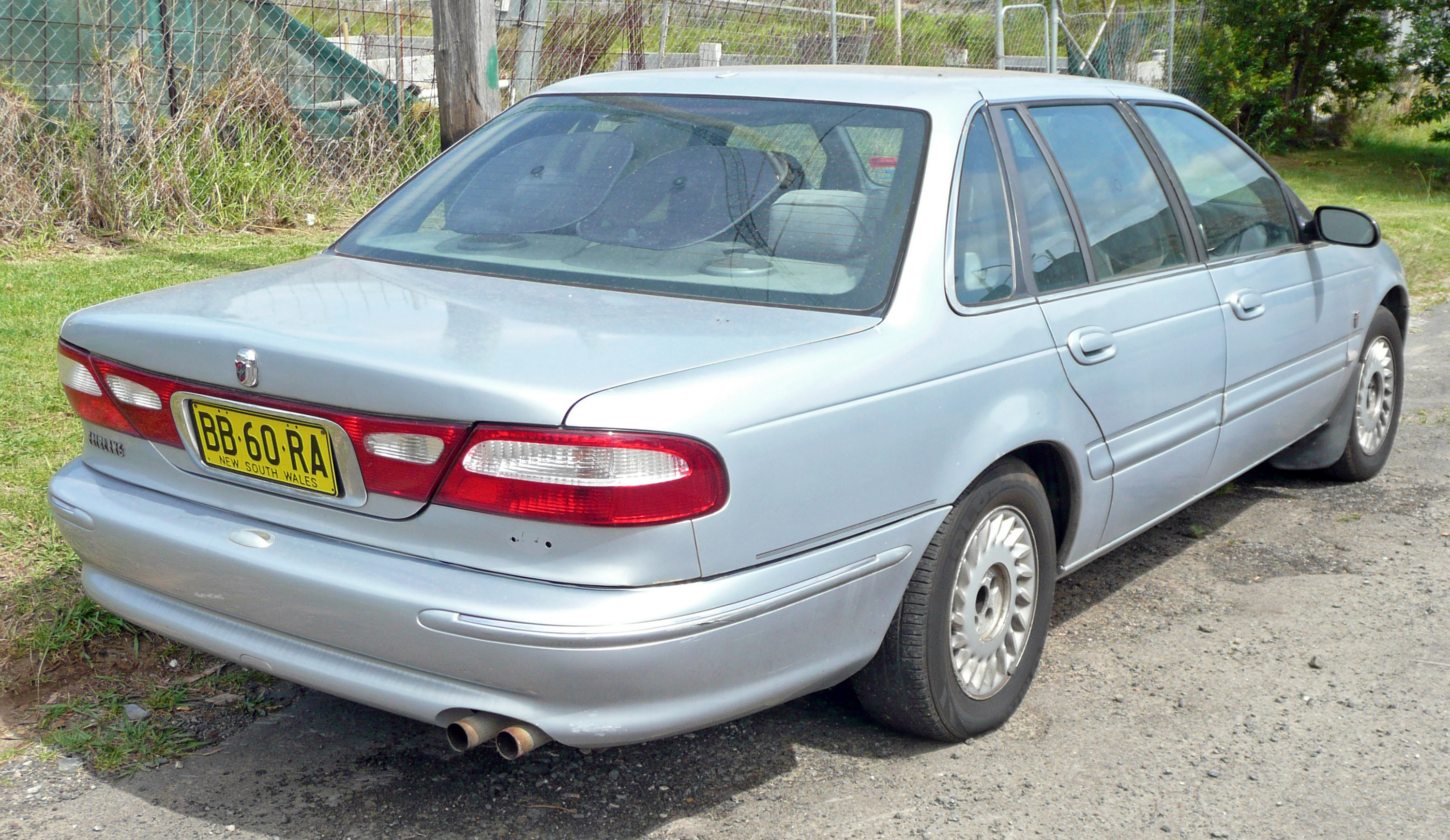
Ford Fairlane IV - tył po drugim liftingu

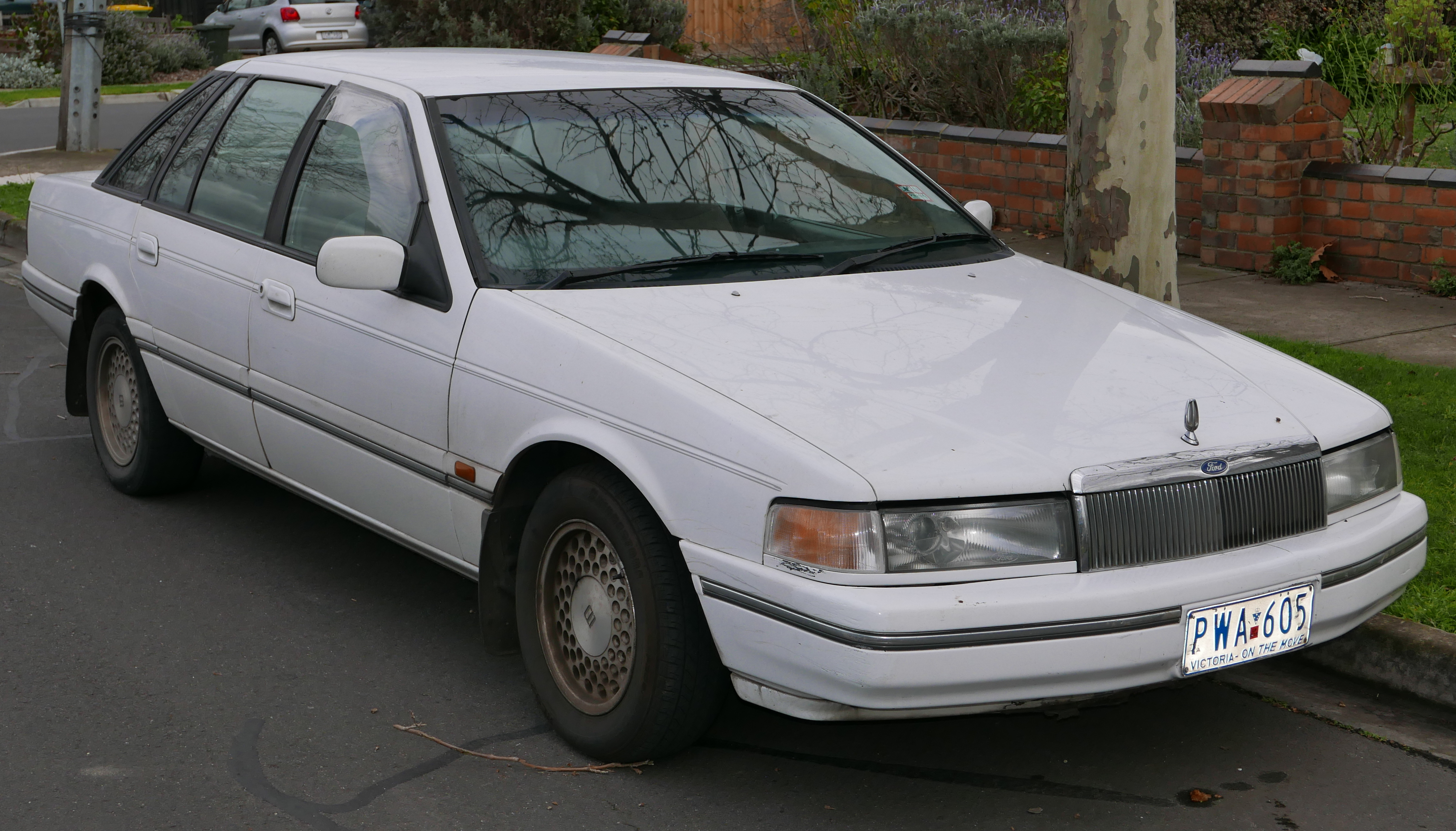
Ford LTD III po liftingu

Ford Fairlane IV został zaprezentowany po raz pierwszy w 1988 roku.
Czwarta generacja Forda Fairlane utrzymana została w kierunku stylistycznym, który z końcem lat 80. zaczęły adoptować kolejne modele marki na światowych rynkach. Kanciaste proporcje nadwozia zostały złagodzone i zaokrąglone, reflektory zyskały podłużny kształt zachodzący na błotniki. Nadwozie stało się większe i przestronniejsze. Jednocześnie udało się obniżyć masę całkowitą o ponad 200 kilogramów.

### Lifting
Podobnie jak poprzednicy, Fairlane przeszedł dwie restylizacje, z czego pierwsza opierała się na kosmetycznych modyfikacjach, a druga przyniosła radykalną zmianę wyglądu. Przeprowadzona w 1995 roku dała zupełnie nowy wygląd pasa przedniego, gdzie pojawiły się charakterystyczne reflektory w stylu tzw. New Edge Design znanego głównie z europejskich modeli Forda.

### LTD
Trzecia generacja Forda LTD kontynuowała schemat znany z poprzednich generacji - samochód zyskał bardziej luksusowe wyposażenie, więcej chromowanych ozdobników w nadwoziu i charakterystyczną, chromowaną atrapę chłodnicy ze stojącym znaczkiem mającym podkreślić prestiżowy charakter modelu.

### Silniki
- L6 3.9l
- L6 4.1l
- V6 5.0l

## Piąta generacja

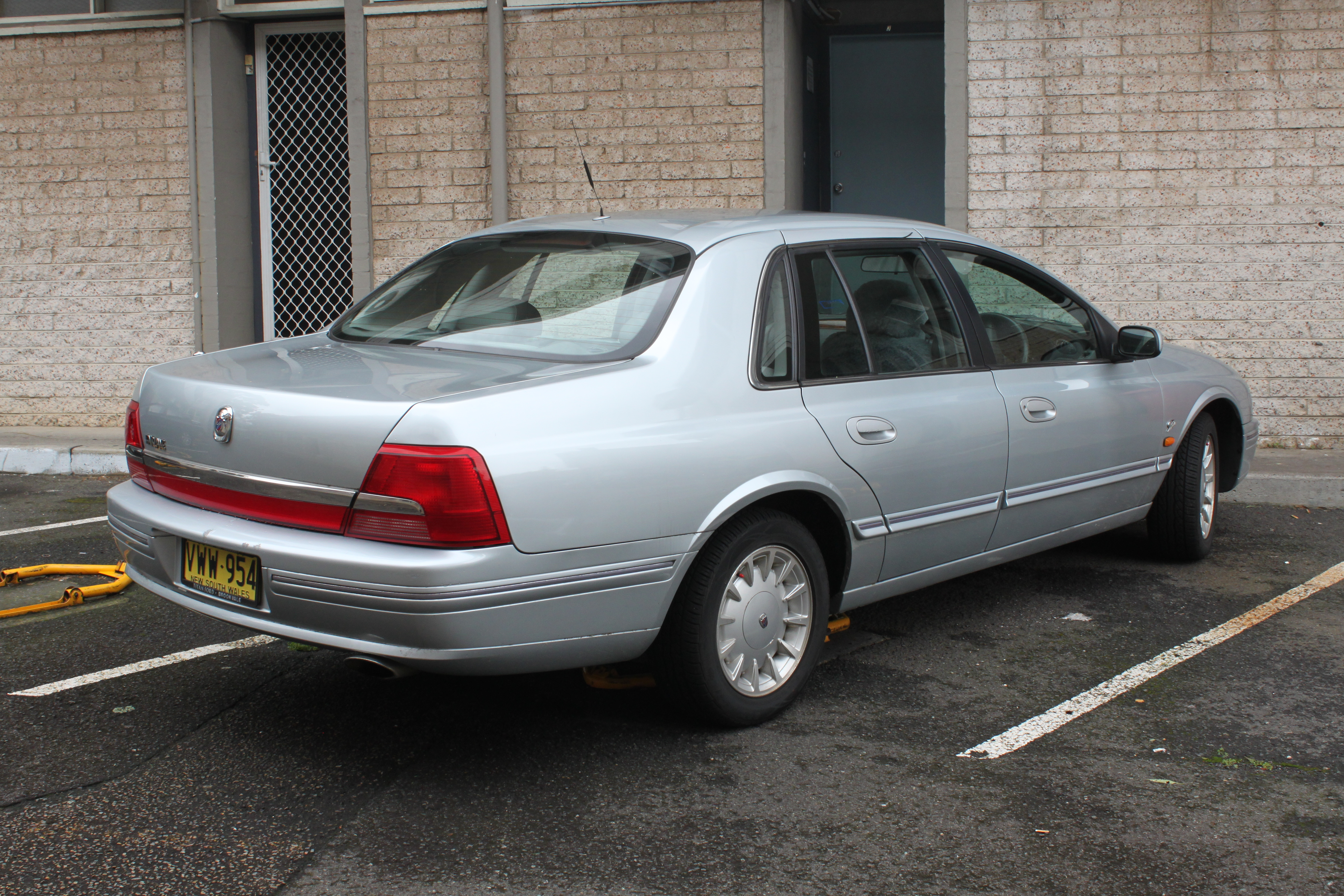
Ford Fairlane V - tył

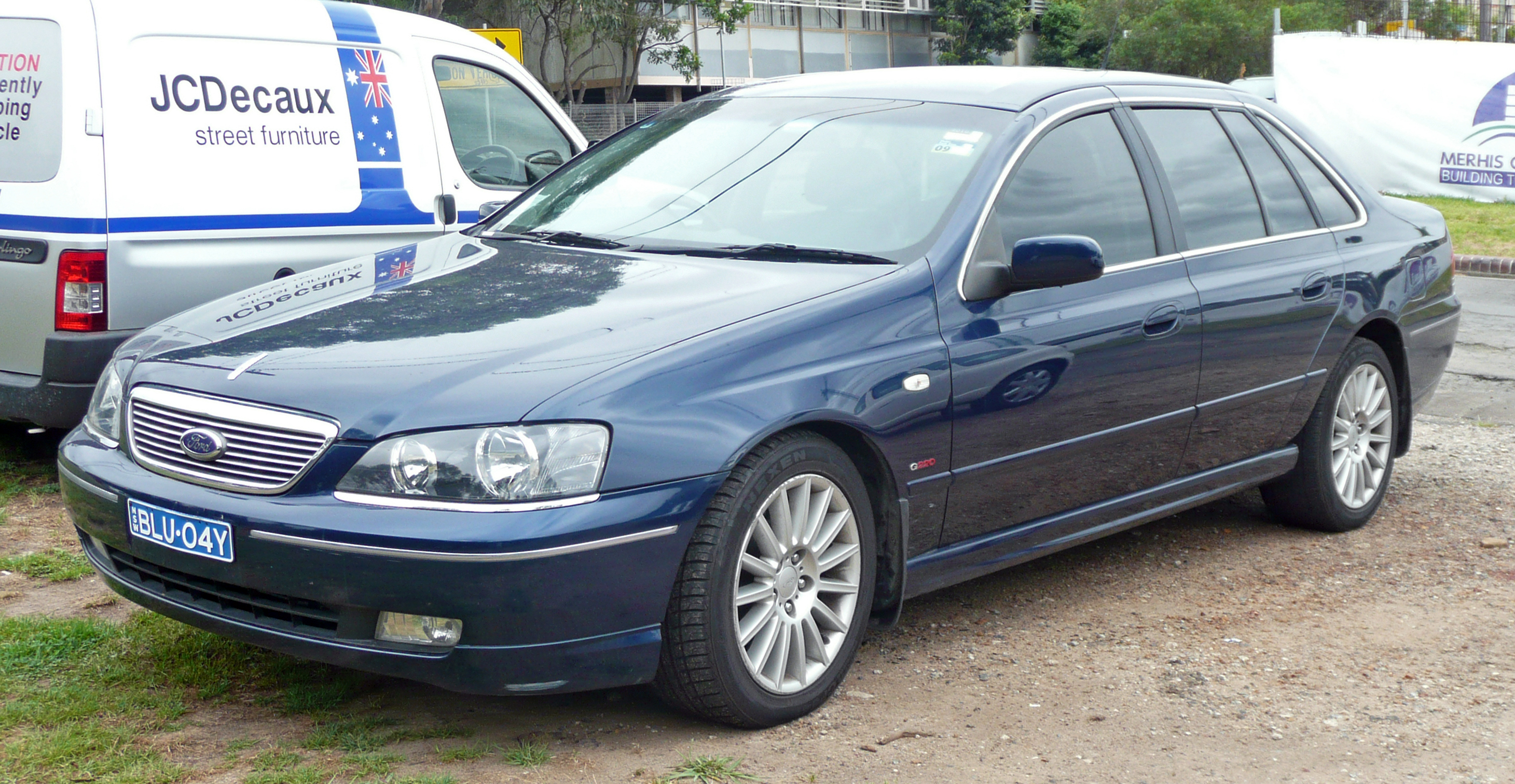
Ford Fairlane V po liftingu

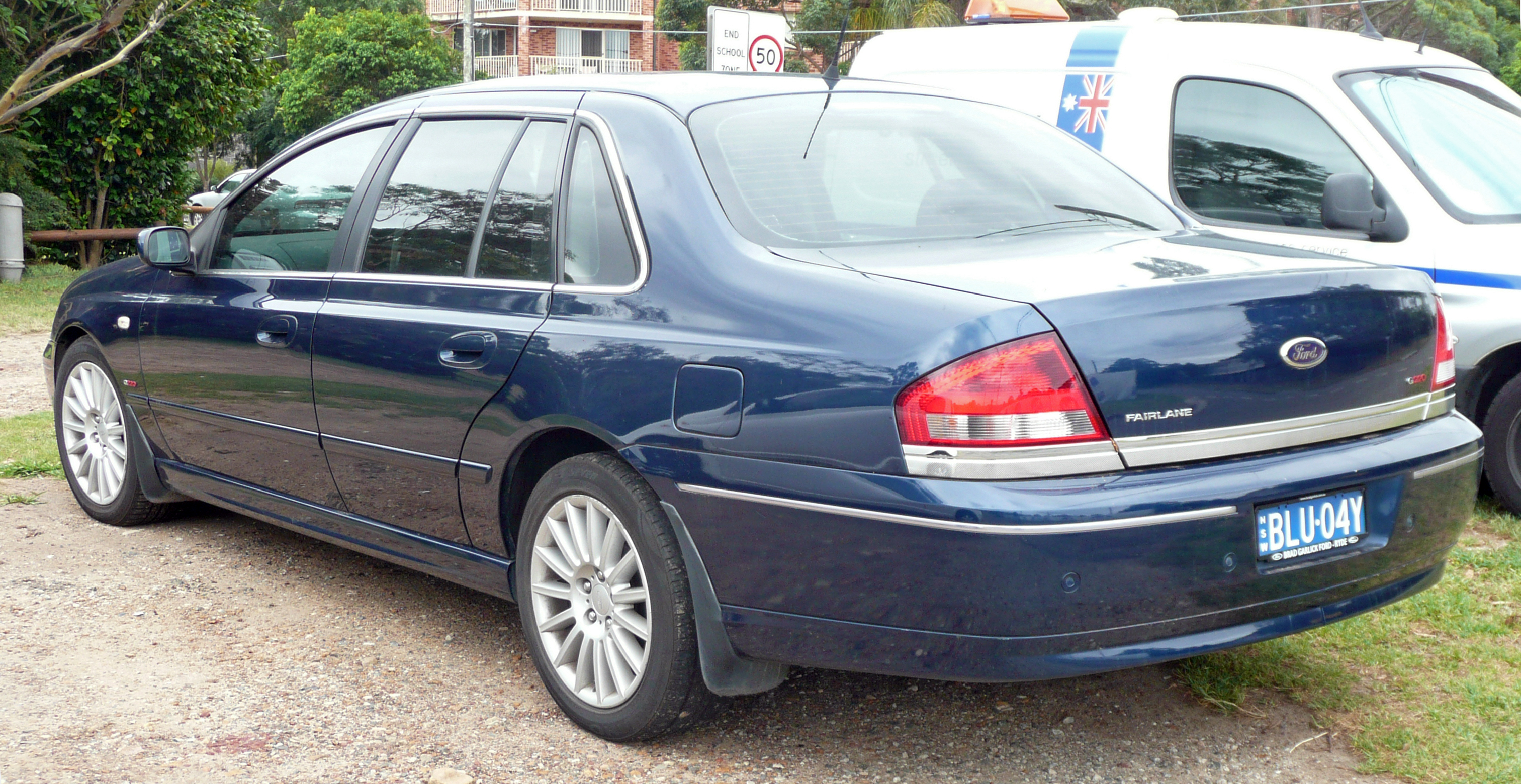
Ford Fairlane V - tył po liftingu

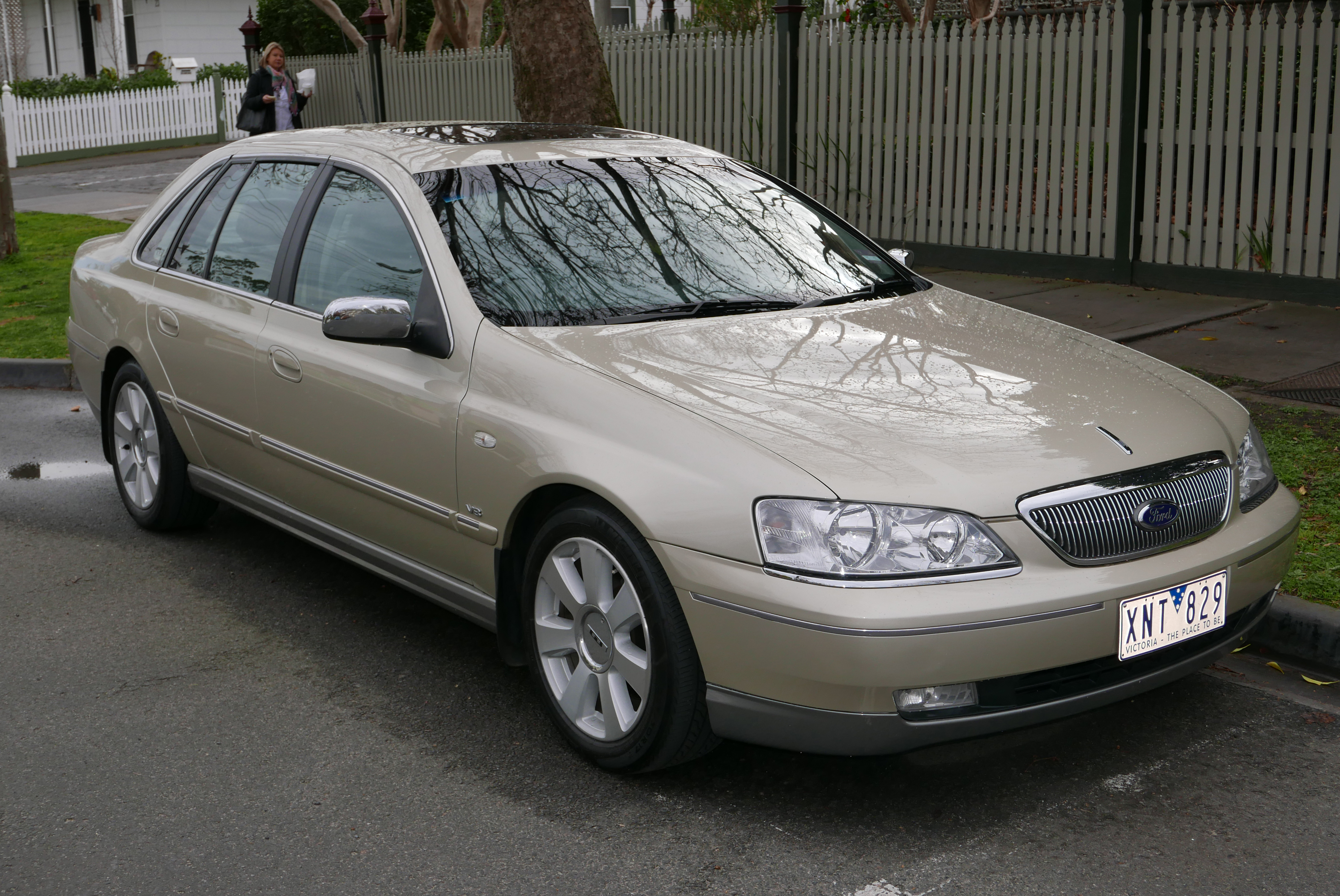
Ford LTD IV po liftingu

Ford Fairlane V został zaprezentowany po raz pierwszy w 1999 roku.
Piąte i zarazem ostatnie wcielenie Forda Fairlane zostało zaprezentowane pod koniec lat 90. XX wieku, w 1999 roku. Samochód przeszedł ewolucyjny kierunek zmian w stosunku do poprzednika - charakterystyczna podłużna sylwetka z wyraźnie zaznaczonym bagażnikiem została wyraźnie zaznaczona. Fairlane V stał się masywniejszy, podobnie jak poprzednik dzieląc jednak dużo cech wyglądu z pokrewnym, mniejszym Falconem.

### Lifting
W 2003 roku Ford Australia przeprowadził gruntowną modernizację Fairlane'a i LTD, która przyjęła podobny zakres co w przypadku modernizowanego w podobnym czasie mniejszego modelu Falcon. Z przodu pojawiły się zupełnie nowe, węższe reflektory, a także mniejsza atrapa chłodnicy. Z tyłu pojawiły się mniej rozłożyste reflektory, a nadwozie zostało wygładzone i pozbawione tak wielu chromowanych ozdobników jak dotychczas.

### LTD
Ostatnie, czwarte wcielenie australijskiego Forda LTD do końca pełniło funkcję luksusowej odmiany Fairlane. Samochód zyskał jednak niewiele cech indywidualnych - nadwozie zyskało nieliczne chromowane listwy, a główne zmiany widoczne były w bogatszym wyposażeniu.

### Koniec produkcji
Produkcja Forda Fairlane wraz z luksusową odmianą LTD została zakończona w 2007 roku. Australijski oddział marki nie zdecydował się na opracowanie następcy, wycofując się po pół wieku z produkcji tak dużego luksusowego modelu. Sztandarowym modelem w ofercie przez kolejną dekadę był mniejszy model Falcon.

### Silniki
- V8 5.0l
- V8 5.4l